# Dorfkirche Werbig (Niederer Fläming)

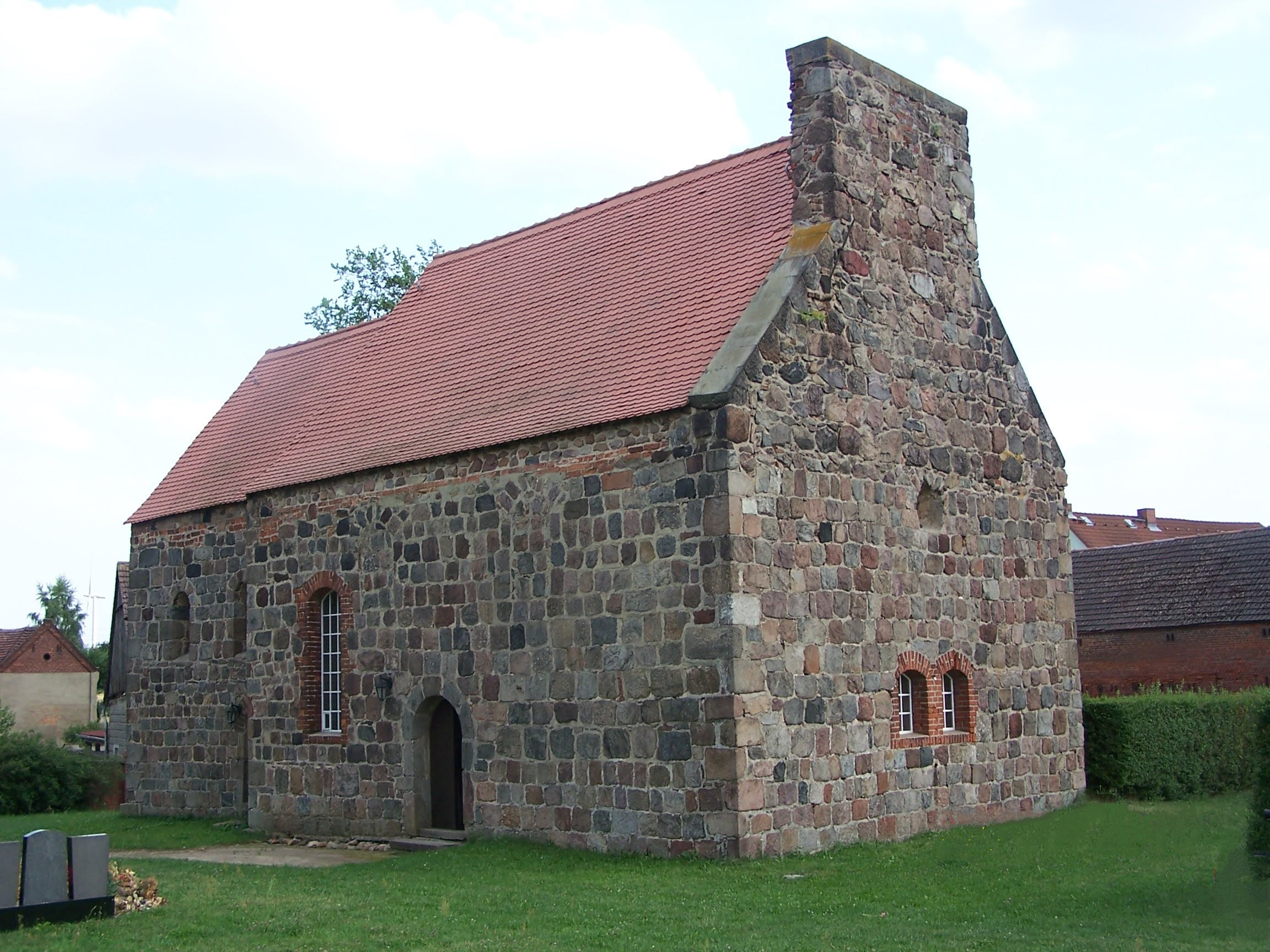
Dorfkirche Werbig im Jahr 2010

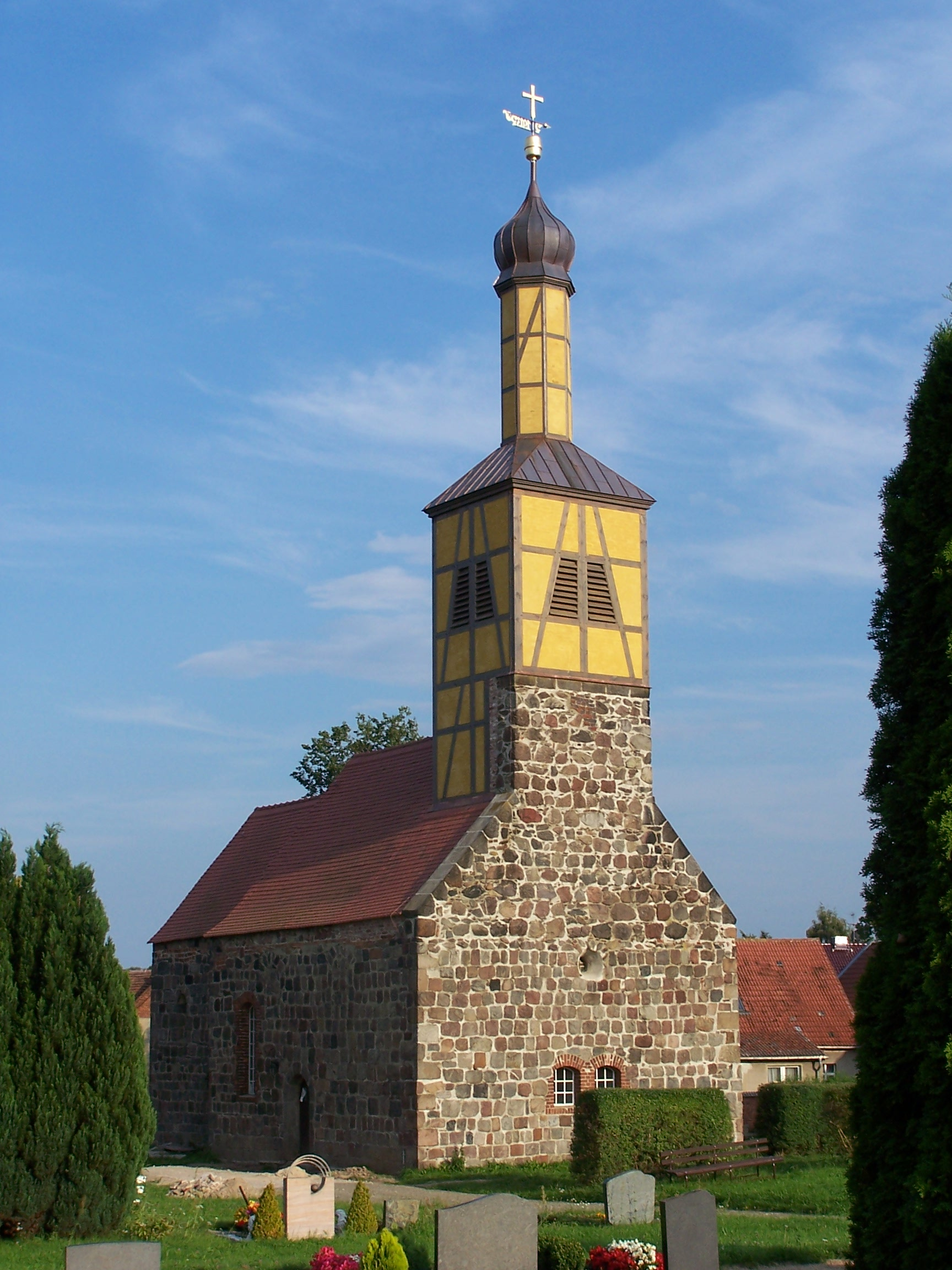
Dorfkirche Werbig im Jahr 2011 (erste Sanierung)

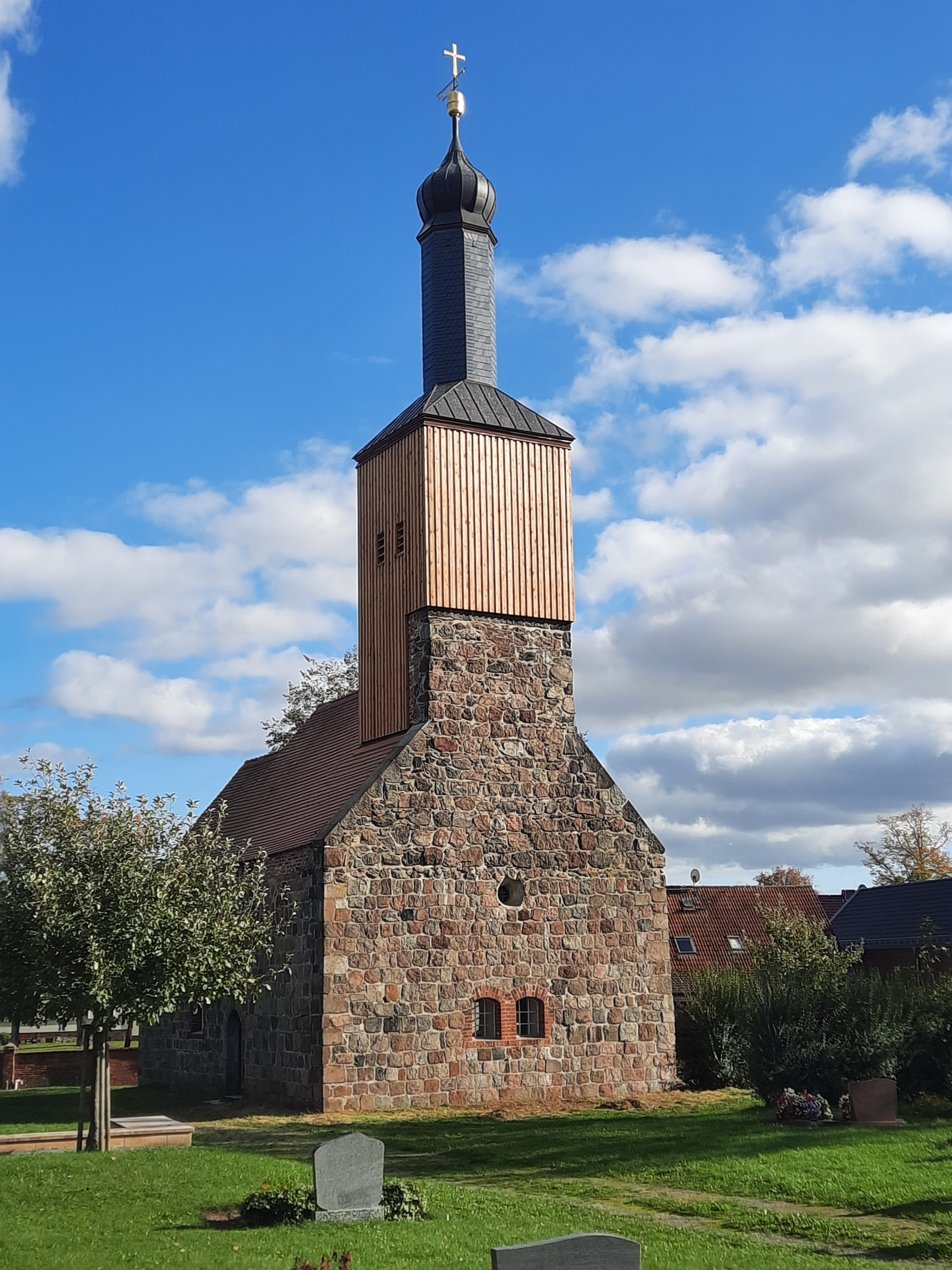
Dorfkirche Werbig im Jahr 2024 (erneute Sanierung)

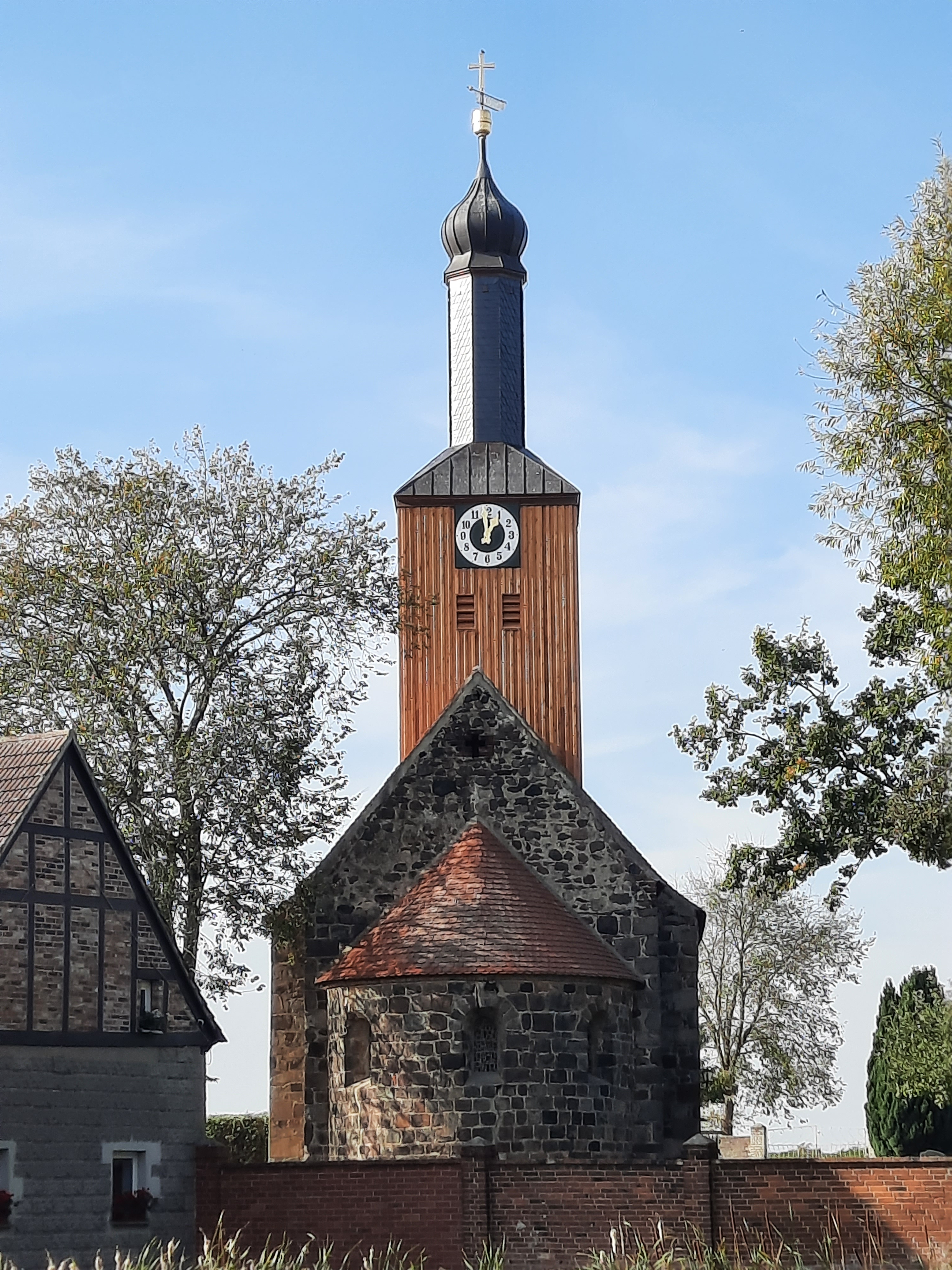
Dorfkirche Werbig im Jahr 2024 (Ansicht von Osten)

Die evangelische Dorfkirche Werbig ist eine spätromanische Feldsteinkirche in Werbig, einem Ortsteil der Gemeinde Niederer Fläming im Landkreis Teltow-Fläming im Land Brandenburg. Die Kirchengemeinde gehört zum Kirchenkreis Zossen-Fläming der Evangelischen Kirche Berlin-Brandenburg-schlesische Oberlausitz.

## Lage
Die Bundesstraße 102 verläuft von Nordwesten kommend in östlicher Richtung am südlich gelegenen Ort vorbei. Von ihr zweigt die Landstraße 715 nach Westen und wiederum von ihr die Pappelallee nach Süden ab. Wenige Meter südlich dieser Kreuzung steht die Kirche östlich der Straße auf einem Grundstück, das mit einer Mauer aus Feldsteinen eingefriedet ist.

## Geschichte
Das Bauwerk entstand in der ersten Hälfte des 13. Jahrhunderts. Die Kirchengemeinde ließ die ursprüngliche Kirchenausstattung in den 1960er Jahren bis auf einen Taufengel austauschen. Ein barocker Kirchturm aus Fachwerk musste im Jahr 1968 abgetragen werden. Im Jahr 2005 gründete sich der Förderverein Kirchturm Werbig e. V., der sich für den Wiederaufbau einsetzte. Bei der Überprüfung der Statik des Turms fanden Experten zahlreiche Exponate, darunter Putzreste von alten Weihekreuzen oder Buchschließen alter Gesangsbücher. Aus Fragmenten von Tonmurmeln und Schiefertäfelchen konnten Experten nachweisen, dass in der Kirche zu einer früheren Zeit Unterricht stattfand. Die ältesten Funde waren Münzen aus dem 15. und 16. Jahrhundert. 2011 wurde der wiederhergestellte Turm eingeweiht. Der Kirchturm musste allerdings in den Jahren 2023 und 2024 aufgrund von bereits 2013 aufgetretenen gravierenden Baumängeln einer erneuten Sanierung unterzogen werden, welche im September 2024 ihren Abschluss fand.

## Baubeschreibung
Die Kirche wurde im Wesentlichen aus Feldsteinen errichtet, die überwiegend sorgfältig behauen und meist lagig geschichtet wurden. Apsis und Chor sind eingezogen. An der Nordwand des Langhauses ist eine spitzbogenförmige Priesterpforte, dessen Fasche aus Mauerstein erstellt wurde. Die Westwand ist bis auf zwei kleine, gedrückt-segmentbogenförmige Fenster geschlossen. Darüber ist ein kleines Rundbogenfenster. Das obere Turmgeschoss besteht aus Fachwerk. Dort sind an jeder Seite vier trapezförmige Klangarkaden. Oberhalb erhebt sich ein schlanker, achteckiger Turmhelm, der mit einer Haube, Wetterfahne und Kreuz abschließt.

## Ausstattung
Die ursprüngliche Kirchenausstattung stammte aus dem Anfang des 18. Jahrhunderts und wurde in den 1960er Jahren entfernt. Aus Feldsteinen entstanden ein neuer Altar sowie eine Kanzel. Das Schiff trägt eine korbbogige Bretterdecke mit einer Malerei von Robert Sandfort aus dem Jahr 1913; der Chor ein kuppeliges Kreuzgewölbe. Zwei Epitaphe erinnern an die 1733 bzw. 1749 verstorbenen Pfarrer Christian Craco bzw. Christian Adolph Craco. Im Turm hängt eine Glocke aus dem 15. Jahrhundert. Sie trägt die Inschrift O rex gloriae Christe veni cum pace („O König der Herrlichkeit, Christus, komm zu uns mit Frieden“).
Eine Besonderheit stellt der rund 1,43 m große Taufengel aus dem Jahr 1714 dar. Seine Ausführung wird vom Brandenburgischen Landesamt für Denkmalpflege und Archäologischen Landesmuseum (BLDAM) als „qualitätsvoll“ bezeichnet. Er hing zu einem früheren Zeitpunkt vor dem Chorbereich in der Mitte vor dem Altar. Das Werk wird vom BLDAM auf Grund seines muskulösen Körpers und dem „herben Gesichtsausdruck“ als „einen eher männlichen Engeltypus“ charakterisiert. Er trägt ein gemustertes Gewand, das von einer bronzierten Schärpe getragen wird. In der rechten Hand hielt er eine kleine Flasche mit einem Hahn, aus dem bei der Taufe Wasser in das Taufbecken fließen konnte. Diese Ausführung, so das BLDAM, sei in Brandenburg eher unüblich und verweise auf Kirchen in Sachsen-Anhalt, z. B. in Wormsdorf, Schwanefelde oder Ivenrode. 1969 wurde das Werk restauriert, die Bemalung konserviert und retuschiert. Seit dieser Zeit hängt der Taufengel am nördlichen Chorbogen. 2011 erfolgte eine erneute Konservierung.
Auf der Empore steht eine Orgel, die Rudolf Albert Turley im Jahr 1864 errichtete. Das Instrument besitzt ein Manual, sechs Register und wurde 1954 von Alexander Schuke Potsdam Orgelbau umgebaut.
An einer Grundstücksmauer in der Nähe der Kirche befinden sich zwei Gedenktafeln, die an die Gefallenen der Weltkriege erinnern.